# Pycnosorus pleiocephalus
Pycnosorus pleiocephalus là một loài thực vật có hoa trong họ Cúc. Loài này được (F.Muell.) J.Everett & Doust miêu tả khoa học đầu tiên năm 1992.